# Manuel de Argüelles
Manuel de Argüelles (Madrid, 10 novembre 1875 – Madrid, 10 dicembre 1945) è stato un politico e banchiere spagnolo.

## Biografia
Era il figlio di Manuel María de Argüelles, che combatté nella rivoluzione del 1868, e di sua moglie, María Emilia de Argüelles.
La famiglia di sua madre era tradizionalmente liberale: suo nonno, è stato membro del Parlamento per Infiesto (1846-1858); suo zio, fu nei Costituenti del 1836, ed era anche un parente di Agustín de Argüelles. Si laureò in giurisprudenza presso l'Università Centrale di Madrid.

## Carriera
Fin da giovane era interessato alla politica, unendosi al partito conservatore. Nel 1907 è stato eletto membro del Parlamento per il distretto di Infiesto, seggio che mantenne fino al 1923.
Ebbe una brillante carriera amministrativa nel ministero delle finanze. Nel 1920 è stato promosso a sottosegretario da Domínguez Pascual.
È stato ministro delle Finanze (13 marzo-7 luglio 1921) e ministro dei trasporti (8 marzo-4 dicembre 1922).
Durante la dittatura di Primo de Rivera si dedicò come censore della Banco Español de Crédito, facendo parte del consiglio di amministrazione (marzo-ottobre 1925).
Con la dittatura morbida, era di nuovo ministro delle Finanze (30 gennaio-20 agosto 1930). Argüelles aveva criticato la politica economica eterodossa di José Calvo Sotelo, il suo predecessore. Fu direttore di diverse società controllate e collegate, e ha servito come vice presidente (maggio 1942-10 dicembre 1945).

## Matrimoni

### Primo Matrimonio
Sposò, il 5 settembre 1902 a Gijón, María del Carmen Josefa de Armada, figlia di Álvaro de Armada, conte di Revillagigedo. Ebbero tre figli:
- Jaime de Argüelles (?-6 dicembre 1995), sposò Margarita Salaverría, ebbero sei figli;
- María Concepción de Argüelles, sposò Carlos Fernández de Henestrosa, ebbero tre figli;
- Josefa de Argüelles, sposò Miguel González de Castejón, ebbero sei figli.

### Secondo Matrimonio
Dopo la morte di María del Carmen, sposò la cognata María de la Concepción de Ulloa, figlia di Gonzalo de Ulloa. Non ebbero figli.